# Сомалиланд
Сомалиланд (сомал. ; арап. صوماليلاند‎ или أرض الصومال), или званично Република Сомалиленд (сомал. ; арап. جمهورية صوماليلاند), дефакто је независна држава на Рогу Африке која се налази унутар међународно признате територије Сомалије.
Нeзависност је проглашена 18. маја 1991. године, али државу до данас нико није признао. Једине званичне везе постоје са суседном Етиопијом.
Сомалиланд је био независан пет дана током 1960. након завршетка британске доминације над овом територијом.

## Географија
Сомалиланд се налази на истоку Афричког рога између 08°00' - 11°30' паралеле северно од екватора и између 42°30' - 49°00' меридијана источно од Гринича. Сомалиланд има 740  обале, већином уз Црвено море. Територија се граничи са Етиопијом на југу и западу, Џибутијем на северозападу, Аденским заливом на северу и аутономним сомалском регијом Пунтланд на истоку.
У Сомалиленду се меша влажна и сува клима. Северни део земље је брдовит и у многим подручјима висина досеже између 900 и 2.100 метара. Регије Авдал, Саксил и Вукоји Галбид су брдовите и плодне, док је у Тогдхиру полупустињско подручје с мање зеленила. У регију Авдал спадају многи отоци и корални гребени.
Десет километара северно од Еригава су остаци шуме смрека, уздуж руба стрмине изнад Аденског залива. Стрмина се налази на око 2.000 метара надморске висине, на месту где се пут из Еригава спушта на обалу. Два километра западније налази се највиша тачка у Сомалиланду и Сомалији, 2.416 метара висок Шимбирис, тзв. „пребивалиште птица”.
Због зеленила у неким деловима Сомалиленда, дивље животиње (нпр. зебре) долазе у та подручја ради испаше или парења. У Сомалиланду се између осталих дивљих животиња могу наћи и кадуи, дивље свиње, сомалски дивљи магарац, брадавичаста свиња, антилопе, сомалска овца, дивље козе и камиле. Такође се у овом подручју могу наћи и многе врсте птица и риба.

### Политичка подела
Република Сомалиленд се састоји од шест управних регија, а на челу сваке налази се гувернер. Подручје државе обухвата целу територију бившег протектората званог Британски Сомалиленд, који је пет дана био независна држава 1960. године.
Шест сомалилендских регија су:
1. Авдал
2. Саксил
3. Санаг
4. Сул
5. Тогдир
6. Вукоји Галбид

Већи градови у Сомалиленду су:
- Харгеиса
- Бурџо
- Бербера
- Борама
- Сејлак
- Еригаво
- Ласџанод

## Становништво
Према проценама у Сомалиленду живи око 3,5 милиона становника.

### Језици
Већина становништва у Сомалиленду говори сомалски и арапски, који су службени језици. Члан 6 устава из 2001. године наглашава да је службени језик Сомалиленда сомалски, док је учење арапског обавезно у школама и џамијама. Енглески се такође учи у школама.

### Религија
Готово сви становници у Сомалиленду су сунитски муслимани, а ислам је и државна религија. Иако постоје трагови предисламске религије у Сомалиленду, ислам представља важан део сомалског националног идентитета. У земљи су пре деловали и католички мисионари. У колонијално време у Британској Сомалији деловао је Апостолски викаријат Арабије, којим су управљали капуцини.

## Кланска структура
Сомалилендско друштво које броји око 3,5 милиона припадника организовано је у племена, чија величина се обично креће у интервалу од 5.000 до 50.000 припадника. Највеће племе у Сомалиленду је Исак, а друго по величини је Дир који укључује братства Иса и Гадабурси. Друга већа племена су Варсангели и Дулбаханте (подскупина племена Дарод). Варсангели и Дулбаханте живе већином у регијама Сул, Санаг, и Тогдир, док припадници племена Исак живе већином у регијама Вукоји Галбид, Тогдир, округ Гебилеј и у неким деловима регија Сул и Санаг. Племе Гадабурси већином живи на западу земље, у регији Авдал.
Племена су подељена у групе према пореклу, које обично садрже између 2 500 и 10.000 чланова. Племенска дискриминација строго је забрањена, а влада сматра свако племе једнаким.

## Политика
У Сомалиленду је створен мешани систем од традиционалних и западњачких институција. У међуплеменским састанцима, завршно са састанком у Бурами 1993. године, створен је бил (племе или заједница) систем власти, који се састоји од извршне власти (председник, потпредседник и савет министара), дводомне законодавне власти, те независне судске власти. Традиционално сомалско веће старешина (гурти) чини горњи дом парламента, те је одговорно за избор председника као и за решавање интерних сукоба. Власт су практично чинили припадници најважнијих племена у горњем и у доњем дому, којима су посланичка места додељена према унапред утврђеној формули. Године 2002. уведен је вишестраначки систем на локалним изборима, што одређује и које ће се странке кандидовати на на парламентарним изборима.
Године 2005. Сомалиленд се придружио УНПО-у, међународној организацији која промовише право на самоопредељење. Став ОУН-а је да Сомалиленд треба још доста да уради како би стекао међународно признање.